# Bohdan Nikišyn
Bohdan Serhijovyč Nikišyn (in ucraino Богдан Сергійович Нікішин?; Dnipropetrovs'k, 29 maggio 1980) è uno schermidore ucraino, specializzato nella spada, vincitore di una medaglia d'oro, una d'argento e due di bronzo ai campionati mondiali di scherma.

## Palmarès
- Mondiali

Torino 2006: bronzo nella spada a squadre.
Budapest 2013: argento nella spada a squadre.
Mosca 2015: oro nella spada a squadre.
Wuxi 2018: bronzo nella spada individuale.
Budapest 2019: argento nella spada a squadre.
- Europei

Lipsia 2010: argento nella spada a squadre.
Legnano 2012: bronzo nella spada a squadre.
Zagabria 2013: bronzo nella spada a squadre.
Toruń 2016: bronzo nella spada individuale e nella spada a squadre.
Tbilisi 2017: argento nella spada a squadre.
Novi Sad 2018: bronzo nella spada individuale.